# Championnat d'Europe masculin de volley-ball 1963
Navigation
Tchécoslovaquie 1958 Turquie 1967
Le 6e championnat d'Europe masculin de volley-ball s'est déroulé du 21 octobre au 2 novembre 1963 à Bucarest (Roumanie).

## Équipes présentes
- Allemagne de l'Est
- Allemagne de l'Ouest
- Autriche
- Belgique
- Bulgarie
- Danemark
- Finlande
- France
- Hongrie
- Italie
- Pays-Bas
- Pologne
- Roumanie
- Turquie
- Tchécoslovaquie
- URSS
- Yougoslavie

## Composition des poules
| Poule A                                               | Poule B                                            | Poule C                                                         | Poule D                                                                  |
| ----------------------------------------------------- | -------------------------------------------------- | --------------------------------------------------------------- | ------------------------------------------------------------------------ |
| Site : Brașov Belgique Hongrie Italie Tchécoslovaquie | Site : Bucarest Finlande Pays-Bas Pologne Roumanie | Site : Cluj-Napoca Allemagne de l'Est Autriche URSS Yougoslavie | Site : Târgu Mureș Allemagne de l'Ouest Bulgarie Danemark France Turquie |

## Phase préliminaire

### Poule A

#### Classement
| # | Équipe          | Pts | J | G | P | Sp | Sc | Ratio | Pp  | Pc  | Ratio |
| - | --------------- | --- | - | - | - | -- | -- | ----- | --- | --- | ----- |
| 1 | Hongrie         | 6   | 3 | 3 | 0 | 9  | 2  | 4.5   | 159 | 110 | 1.445 |
| 2 | Tchécoslovaquie | 5   | 3 | 2 | 1 | 8  | 3  | 2.667 | 154 | 109 | 1.413 |
| 3 | Italie          | 4   | 3 | 1 | 2 | 3  | 7  | 0.429 | 108 | 135 | 0.8   |
| 4 | Belgique        | 3   | 3 | 0 | 3 | 1  | 9  | 0.111 | 77  | 144 | 0.535 |

### Poule B

#### Classement
| # | Équipe   | Pts | J | G | P | Sp | Sc | Ratio | Pp  | Pc  | Ratio |
| - | -------- | --- | - | - | - | -- | -- | ----- | --- | --- | ----- |
| 1 | Roumanie | 6   | 3 | 3 | 0 | 9  | 1  | 9     | 144 | 81  | 1.778 |
| 2 | Pologne  | 5   | 3 | 2 | 1 | 6  | 3  | 2     | 121 | 97  | 1.247 |
| 3 | Pays-Bas | 4   | 3 | 1 | 2 | 4  | 6  | 0.667 | 124 | 122 | 1.016 |
| 4 | Finlande | 3   | 3 | 0 | 3 | 0  | 9  | 0     | 46  | 135 | 0.341 |

### Poule C

#### Classement
| # | Équipe             | Pts | J | G | P | Sp | Sc | Ratio | Pp  | Pc  | Ratio |
| - | ------------------ | --- | - | - | - | -- | -- | ----- | --- | --- | ----- |
| 1 | Yougoslavie        | 5   | 3 | 2 | 1 | 8  | 4  | 2     | 159 | 115 | 1.383 |
| 2 | URSS               | 5   | 3 | 2 | 1 | 8  | 5  | 1.6   | 165 | 134 | 1.231 |
| 3 | Allemagne de l'Est | 5   | 3 | 2 | 1 | 7  | 5  | 1.4   | 159 | 128 | 1.242 |
| 4 | Autriche           | 3   | 3 | 0 | 3 | 0  | 9  | 0     | 29  | 135 | 0.215 |

### Poule D

#### Classement
| # | Équipe               | Pts | J | G | P | Sp | Sc | Ratio | Pp  | Pc  | Ratio |
| - | -------------------- | --- | - | - | - | -- | -- | ----- | --- | --- | ----- |
| 1 | Bulgarie             | 8   | 4 | 4 | 0 | 12 | 0  | MAX   | 180 | 59  | 3.051 |
| 2 | France               | 7   | 4 | 3 | 1 | 9  | 5  | 1.8   | 177 | 140 | 1.264 |
| 3 | Turquie              | 6   | 4 | 2 | 2 | 8  | 6  | 1.333 | 168 | 142 | 1.183 |
| 4 | Allemagne de l'Ouest | 5   | 4 | 1 | 3 | 3  | 9  | 0.333 | 86  | 169 | 0.509 |
| 5 | Danemark             | 4   | 4 | 0 | 4 | 0  | 12 | 0     | 79  | 180 | 0.439 |

## Phase finale

### Poule 1 à 8

#### Classement
| # | Équipe          | Pts | J | G | P | Sp | Sc | Ratio | Pp  | Pc  | Ratio |
| - | --------------- | --- | - | - | - | -- | -- | ----- | --- | --- | ----- |
| 1 | Roumanie        | 14  | 7 | 7 | 0 | 21 | 4  | 5.25  | 348 | 238 | 1.462 |
| 2 | Hongrie         | 12  | 7 | 5 | 2 | 16 | 10 | 1.6   | 332 | 285 | 1.165 |
| 3 | URSS            | 12  | 7 | 5 | 2 | 19 | 13 | 1.462 | 407 | 352 | 1.156 |
| 4 | Bulgarie        | 11  | 7 | 4 | 3 | 16 | 12 | 1.333 | 342 | 311 | 1.1   |
| 5 | Tchécoslovaquie | 10  | 7 | 3 | 4 | 16 | 14 | 1.143 | 389 | 380 | 1.024 |
| 6 | Pologne         | 10  | 7 | 3 | 4 | 12 | 16 | 0.75  | 313 | 359 | 0.872 |
| 7 | Yougoslavie     | 8   | 7 | 1 | 6 | 7  | 20 | 0.35  | 292 | 363 | 0.804 |
| 8 | France          | 7   | 7 | 0 | 7 | 3  | 21 | 0.143 | 213 | 348 | 0.612 |

### Poule 9 à 17

#### Classement
| #  | Équipe               | Pts | J | G | P | Sp | Sc | Ratio | Pp  | Pc  | Ratio |
| -- | -------------------- | --- | - | - | - | -- | -- | ----- | --- | --- | ----- |
| 9  | Allemagne de l'Est   | 16  | 8 | 8 | 0 | 24 | 0  | MAX   | 363 | 122 | 2.975 |
| 10 | Italie               | 15  | 8 | 7 | 1 | 21 | 8  | 2.625 | 398 | 297 | 1.34  |
| 11 | Turquie              | 14  | 8 | 6 | 2 | 19 | 8  | 2.375 | 383 | 283 | 1.353 |
| 12 | Pays-Bas             | 13  | 8 | 5 | 3 | 18 | 9  | 2     | 378 | 267 | 1.416 |
| 13 | Belgique             | 12  | 8 | 4 | 4 | 14 | 12 | 1.167 | 322 | 280 | 1.15  |
| 14 | Finlande             | 11  | 8 | 3 | 5 | 10 | 16 | 0.625 | 259 | 308 | 0.841 |
| 15 | Allemagne de l'Ouest | 10  | 8 | 2 | 6 | 7  | 19 | 0.368 | 224 | 355 | 0.631 |
| 16 | Autriche             | 9   | 8 | 1 | 7 | 4  | 21 | 0.19  | 159 | 351 | 0.453 |
| 17 | Danemark             | 8   | 8 | 0 | 8 | 0  | 24 | 0     | 138 | 361 | 0.382 |

## Palmarès
| Place                      | Pays                 |
| -------------------------- | -------------------- |
| Médaille d'or, Europe      | Roumanie             |
| Médaille d'argent, Europe  | Hongrie              |
| Médaille de bronze, Europe | URSS                 |
| 4e                         | Bulgarie             |
| 5e                         | Tchécoslovaquie      |
| 6e                         | Pologne              |
| 7e                         | Yougoslavie          |
| 8e                         | France               |
| 9e                         | Allemagne de l'Est   |
| 10e                        | Italie               |
| 11e                        | Turquie              |
| 12e                        | Pays-Bas             |
| 13e                        | Belgique             |
| 14e                        | Finlande             |
| 15e                        | Allemagne de l'Ouest |
| 16e                        | Autriche             |
| 17e                        | Danemark             |